# Backhaus Eismannsberg (Altdorf bei Nürnberg)

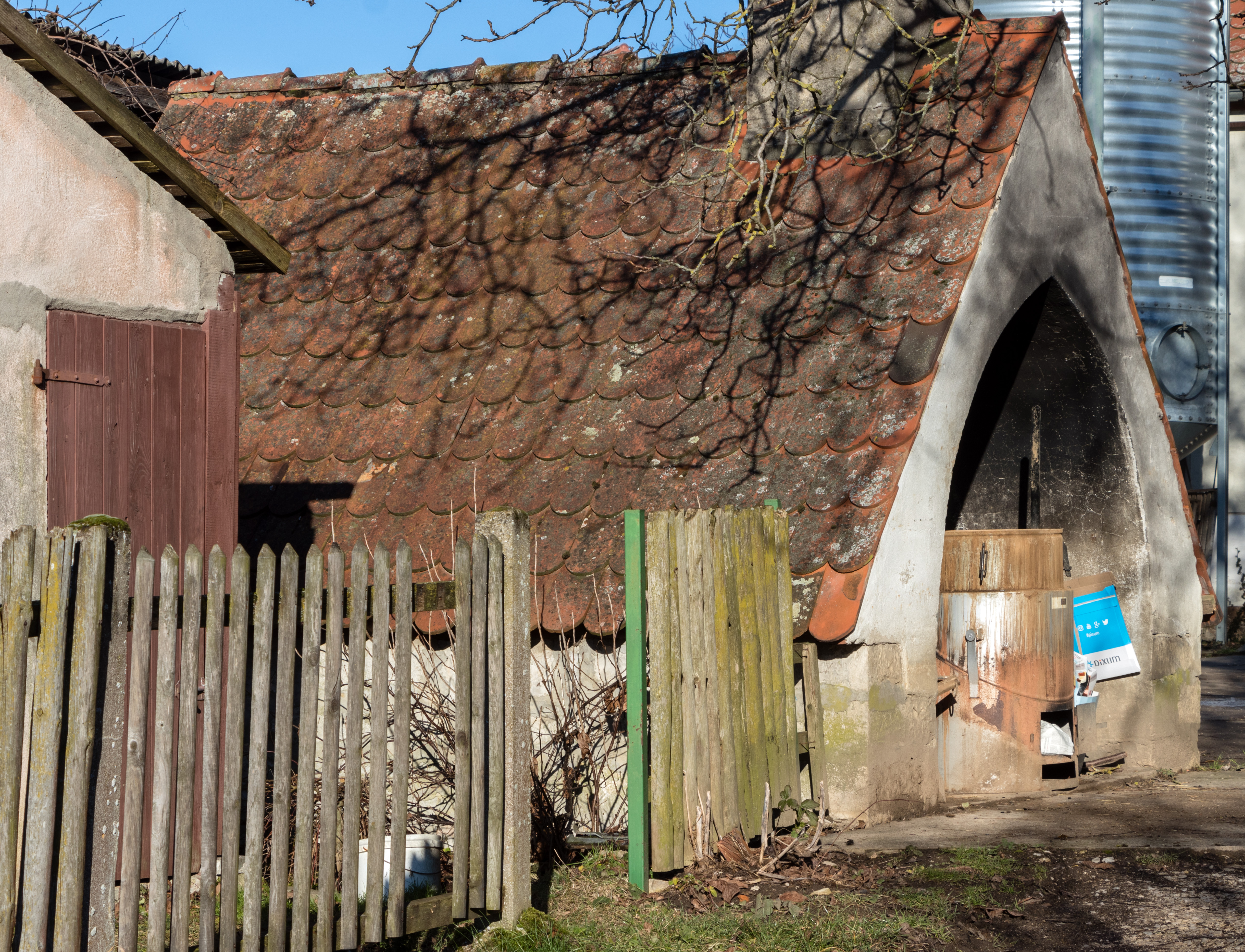
Backhaus in Eismannsberg (2020)

Das Backhaus in Eismannsberg, einem Stadtteil von Altdorf bei Nürnberg im Landkreis Nürnberger Land im nördlichen Bayern, wurde in der zweiten Hälfte des 19. Jahrhunderts errichtet. Das Backhaus an der Eismannsberger Dorfstraße 13, das zu einem ehemaligen Bauernhof gehört, ist ein geschütztes Baudenkmal.
Der eingeschossige Sandsteinquaderbau wird von einem Satteldach mit Biberschwanzdeckung abgeschlossen. Der hohe Eingang an der Giebelseite ist offen.